# Balachna
Balachna (rusky Балахна́) je město v Nižněnovgorodské oblasti v Ruské federaci. Při sčítání lidu v roce 2010 měla přes padesát tisíc obyvatel.

## Poloha
Balachna leží na pravém, západním břehu Volhy přibližně 32 kilometrů severně, proti proudu, od Nižního Novgorodu, správního střediska oblasti.

## Dějiny
Balachna byla založena v roce 1474, v roce 1536 zničena nájezdem Kazaňského chanátu a poté obnovena jako dřevěná pevnost proti dalším nájezdům. Od založení byla důležitým centrem solného průmyslu, což ji v období Smuty vyneslo mezi dvanáctku největších ruských měst. V 18. a 19. století zde bylo také významné středisko loďařství.
V severním sousedství Balachny bylo od roku 1932 do roku 1993 sídlo městského typu Pravdinsk vzniklé na místě starších vesnic a významné svou papírnou. Ta vyráběla mimo jiné papír pro noviny Pravda a podle nich bylo sídlo pojmenováno. V roce 1993 se stalo ze správního hlediska součástí Balachny, čímž se počet jejích obyvatel skoro zdvojnásobil.

### Rodáci
- Kuzma Minin (přibližně 1570–1616), obchodník a hrdina ruského boje proti Republice obou národů
- Viktor Georgijevič Bušujev (1933–2003), vzpěrač